# Lindqvist Nunatak
Lindqvist Nunatak är en nunatak i Antarktis. Den ligger i Östantarktis. Storbritannien gör anspråk på området. Toppen på Lindqvist Nunatak är 1 470 meter över havet.
Terrängen runt Lindqvist Nunatak är platt söderut, men norrut är den kuperad. Trakten är obefolkad. Det finns inga samhällen i närheten.